# Ahmad Nourollahi
Ahmad Nourollahi (tiếng Ba Tư: احمد نوراللهی; sinh ngày 1 tháng 2 năm 1993) là một cầu thủ bóng đá chuyên nghiệp người Iran hiện thi đấu ở vị trí tiền vệ cho câu lạc bộ Shabab Al Ahli và đội tuyển quốc gia Iran.

### Bàn thắng quốc tế
Bàn thắng và kết quả của Iran được để trước.
| #  | Ngày                 | Địa điểm                                   | Đối thủ   | Bàn thắng | Kết quả | Giải đấu                 |
| -- | -------------------- | ------------------------------------------ | --------- | --------- | ------- | ------------------------ |
| 1. | 10 tháng 10 năm 2019 | Sân vận động Azadi, Tehran, Iran           | Campuchia | 1–0       | 14–0    | Vòng loại World Cup 2022 |
| 2. | 14 tháng 11 năm 2019 | Sân vận động Quốc tế Amman, Amman, Jordan  | Iraq      | 1–1       | 1–2     | Vòng loại World Cup 2022 |
| 3. | 11 tháng 11 năm 2021 | Sân vận động Saida Municipal, Sidon, Liban | Liban     | 2–1       | 2–1     | Vòng loại World Cup 2022 |